# Furuskär (vid Gullkrona, Nagu)
Furuskär med Mottonskär är en ö nära Stenskär i Nagu,  Finland. Den ligger i Skärgårdshavet i Pargas stad i landskapet Egentliga Finland, i den sydvästra delen av landet. Ön ligger omkring 3 kilometer nordost om Stenskär, 15 kilometer sydost om Nagu kyrka, 41 kilometer söder om Åbo och omkring 160 kilometer väster om Helsingfors. Närmaste allmänna förbindelse är förbindelsebryggan vid Gullkrona som trafikeras av M/S Nordep och M/S Cheri.
Öns area är 25,7 hektar och dess största längd är 1 kilometer i sydöst-nordvästlig riktning.

## Delöar och uddar
- Furuskär 60°05′33″N 22°05′04″Ö / 60.0925°N 22.0845°Ö
- Mottonskär 60°05′48″N 22°04′53″Ö / 60.09668°N 22.08126°Ö
- Gåsören 60°05′47″N 22°04′35″Ö / 60.0963°N 22.07625°Ö (udde)